# Taux de croissance économique
 (février 2016).
Si vous disposez d'ouvrages ou d'articles de référence ou si vous connaissez des sites web de qualité traitant du thème abordé ici, merci de compléter l'article en donnant les références utiles à sa vérifiabilité et en les liant à la section « Notes et références ».
« Taux de variation » redirige ici. Pour la notion de taux de variation (ou taux d'accroissement) en analyse réelle, voir Dérivée.
Le taux de croissance économique est un indicateur utilisé pour mesurer la croissance de l'économie d'un pays d'une année sur l'autre. Il est défini par la formule suivante qui relie les produits intérieurs bruts (PIB) de l'année N et de l'année N-1 :
{\displaystyle taux\ de\ croissance={\frac {PIB_{annee\ N}-PIB_{annee\ N-1}}{PIB_{annee\ N-1}}}\times 100}
où les PIB sont mesurés en volume (pour éviter de considérer l'inflation des prix comme de la croissance économique). Ou ln (PIB annee N \ PIB annee N - 1).
On peut également utiliser les valeurs des PIB en prix, en mesurant les PIB des années N et N-1 en prix constants (prix en base 2000 par exemple).
Le taux de croissance est généralement mesuré annuellement (en moyenne annuelle) ou trimestriellement (d'un trimestre au suivant).

## Taux de croissance mondiale
Les économistes ont eu des difficultés à calculer un taux de croissance mondiale en raison de la disparité des économies et de la déconnexion des cycles économiques d'un pays à l'autre. Ils ont préféré évaluer les cycles économiques mondiaux par décennie. Ainsi, les très fortes croissance mondiale des années 1830 et croissance mondiale des années 1850, sont suivies par la Grande Dépression (1873-1896). De même, la grande dépression des années 1930 fait suite à la croissance économique de la Belle Époque et à la puissante expansion des années 1920. Ensuite, la très forte croissance des années 1950, socle des Trente Glorieuses, est portée par la reconstruction après la guerre.

## Autres utilisations
Le calcul de taux de croissance ne se limite bien sûr pas au PIB, et le taux de croissance de toute autre variable se calcule de la même manière.

### Taux de croissance annuel composé
Le taux de croissance annuel composé (en anglais : CAGR (en) pour Compound Annual Growth Rate) est le taux qui respecte l'équation suivante :
{\displaystyle \mathrm {CAGR} (t_{0},t)=\left({\frac {V(t)}{V(t_{0})}}\right)^{\frac {1}{t-t_{0}}}-1}
Il s'agit d'un ratio à progression géométrique qui donne un taux de croissance constant sur la période étudiée {\displaystyle (t-t_{0})}.

### Taux de croissance annuel moyen
Le taux de croissance annuel moyen (TCAM) permet de calculer un taux d'évolution moyen sur une durée de n périodes. D'autres dénominations existent, telles TAMA (Taux Annuel Moyen d'Accroissement), TAAM (Taux d'Accroissement Annuel Moyen), ou TAMV (Taux Annuel Moyen de Variation).

#### Formule
Le taux de croissance annuel moyen, exprimé en pourcentage, sur {\displaystyle n} périodes (années, mois, semaines, etc.) est donné par la formule :
{\displaystyle TCAM={\Bigl (}{\cfrac {\text{valeur finale}}{\text{valeur initiale}}}{\Bigr )}^{1 \over n}-1}

#### Exemple
L'économie américaine a vu son produit intérieur brut augmenter en volume de 3,1 % de 2009 à 2012, le taux de croissance annuel moyen nous est donc donné par le calcul :
{\displaystyle {\Bigl (}1,031{\Bigr )}^{1 \over 4}-1\approx 0,0076}
Ainsi le taux de croissance annuel moyen est d'environ 0,76 %.

#### Intérêt
L'intérêt du TCAM est de fournir une indication sur le taux de croissance moyen sur une période donnée. Et la comparaison de deux TCAM permet, par suite, de comparer les fluctuations du phénomène observé relativement à ces deux périodes. Par exemple, en économie, une application du TCAM est de comparer la croissance pendant les Trente Glorieuses (1945-1975) avec la croissance de la période suivante (1975 à aujourd'hui).
Cet outil de calcul est en outre employé en démographie pour décrire le taux d’accroissement de la population entre deux recensements (solde démographique relatif).

#### Limites
Le TCAM donne une moyenne des évolutions annuelles mais ne tient pas compte des variations internes de la période étudiée. En effet seules les valeurs initiales et finales entrent dans son calcul.

#### Démonstration de la formule
On vérifie simplement qu'en multipliant la valeur initiale V1 par (1+T) n fois on obtient bien la valeur finale V2 :
{\displaystyle 1+T={\sqrt[{n}]{\frac {V_{2}}{V_{1}}}}}
{\displaystyle V_{1}\times {\Biggr (}{\sqrt[{n}]{\frac {V_{2}}{V_{1}}}}{\Biggr )}^{n}=V_{2}}